# Думітрешть (комуна)
Думітрешть, Думітрешті (рум. Dumitrești) — комуна у повіті Вранча в Румунії. До складу комуни входять такі села (дані про населення за 2002 рік):
- Блідарі (250 осіб)
- Бічештій-де-Жос (629 осіб)
- Бічештій-де-Сус (651 особа)
- Валя-Міке (95 осіб)
- Гелоєшть (636 осіб)
- Думітрешть (702 особи) — адміністративний центр комуни
- Думітрештій-Фаце (288 осіб)
- Думітрештій-де-Сус (289 осіб)
- Лестунь (399 осіб)
- Лупоая (71 особа)
- Мотнеу (254 особи)
- Поєніца (224 особи)
- Рошкарі (168 осіб)
- Сімінок (175 осіб)
- Трестія (216 осіб)
- Тіноаса (231 особа)

Комуна розташована на відстані 140 км на північний схід від Бухареста, 26 км на південний захід від Фокшан, 87 км на захід від Галаца, 102 км на схід від Брашова.

## Населення
За даними перепису населення 2002 року у комуні проживали 5278 осіб.
Національний склад населення комуни:
| Національність | Кількість осіб | Відсоток |
| -------------- | -------------- | -------- |
| румуни         | 5263           | 99,7%    |
| цигани         | 10             | 0,2%     |
| угорці         | 3              | 0,1%     |
| німці          | 1              | < 0,1%   |
| італійці       | 1              | < 0,1%   |

Рідною мовою назвали:
| Мова       | Кількість осіб | Відсоток |
| ---------- | -------------- | -------- |
| румунська  | 5273           | 99,9%    |
| угорська   | 2              | < 0,1%   |
| циганська  | 2              | < 0,1%   |
| італійська | 1              | < 0,1%   |

Склад населення комуни за віросповіданням:
| Релігія       | Кількість осіб | Відсоток |
| ------------- | -------------- | -------- |
| православні   | 5223           | 99,0%    |
| адвентисти    | 48             | 0,9%     |
| римо-католики | 2              | < 0,1%   |
| баптисти      | 1              | < 0,1%   |